# Heinrich Kloppenburg
Heinrich Ferdinand Otto Kloppenburg (* 10. Mai 1903 in Elsfleth; † 18. Februar 1986 in Bremen) war ein deutscher evangelisch-lutherischer Theologe der Bekennenden Kirche und Oberkirchenrat.

## Biografie
Heinrich „Heinz“ Kloppenburg, geboren in der Wesermarsch, war ein Sohn des Kapitäns der Handelsmarine Diedrich Kloppenburg und dessen Ehefrau Elise Kloppenburg, geborene Beeger. Er besuchte die Volksschule in Hude, danach die Oberrealschule und dann das Alte Gymnasium in Bremen. Anschließend absolvierte er von 1919 bis 1922 eine kaufmännische Ausbildung in der Wollbranche, um danach für zweieinhalb Jahre zur See zu fahren. 1925 holte er sein Abitur am Bremer Alten Gymnasium nach.
Nach dem Abitur studierte er von 1925 bis 1930 Evangelische Theologie an der Universität Marburg, der Universität Göttingen, der Universität Münster und der Universität Bonn. Nach dem Tentamen (1. Prüfung) war er ab November 1930 provisorischer Hilfsprediger in Bad Zwischenahn und ab Oktober 1932 Vikar in der Evangelisch-Lutherischen Kirche in Oldenburg. Um diese Zeit unternahm er eine Studienreise nach Britisch-Indien. Nach dem Examen (2. Prüfung) vom Juni 1932 in Oldenburg wurde er im  Oktober 1932 zum Pfarrer ordiniert und war ab  Oktober 1932 zunächst in Wilhelmshaven-Heppens tätig. Im selben Jahr heiratete er Almut Chemnitz. Aus der Ehe gingen drei Töchter hervor. Anfänglich war er von den Versprechungen der Nationalsozialisten eingenommen und trat zum 1. Mai 1933 der NSDAP bei (Mitgliedsnummer 3.111.348). Er wurde auch Mitglied der antisemitischen Deutschen Christen. Er erkannte, dass deren Politik seinem Glaubensverständnis widersprach. 1934 wurde er Gründungs- und Vorstandsmitglied des Pfarrernotbundes und nahm im Mai 1934 an der Barmer Bekenntnissynode teil. Im Februar 1935 wurde Kloppenburg in das Präsidium der Bekenntnissynode gewählt und damit faktisch Leiter der Bekennenden Kirche von Oldenburg. Er war zudem Mitglied im Reichsbruderrat. Nach einem zunächst erfolglosen Disziplinarverfahren wurde er im November 1937 vom deutsch-christlichen Kirchenregiment in den einstweiligen Ruhestand versetzt und durch die Gestapo mit einem Reichsredeverbot (Rede- und Amtierungsverbot) belegt, im selben Jahr endete seine Mitgliedschaft in der NSDAP. Seit 1941 wirkte er auf Wunsch der Gemeinde als Vertretung in Wiefelstede. Ab 1942 war er außerdem Vorsitzender der Konferenz der Landesbruderräte der Evangelischen Kirche.
Im Jahr 1945 wurde Kloppenburg zum Oberkirchenrat seiner Landeskirche, der Evangelisch-lutherischen Kirche Oldenburg, berufen und behielt dieses Amt, bis er 1953 in den einstweiligen Ruhestand versetzt wurde. Von 1947 bis 1950 war er der deutsche Sekretär in der Flüchtlingskommission beim Weltrat der Kirchen in Genf und bis 1970 Beauftragter der Evangelischen Kirche für gesellschaftspolitische Fragen sowie Berufsschulpfarrer in Dortmund. In dieser Phase war er Mitglied der Kommission der Kirchen für Internationale Angelegenheiten des Ökumenischen Rates geworden. Ab 1951 war er Herausgeber von Junge Kirche – Eine Zeitschrift für europäische Christen. 1952 kandidierte Kloppenburg vergeblich für das Bischofsamt in Oldenburg.
1961 nahm er an der I. Allchristlichen Friedensversammlung in Prag teil, hat seine Mitarbeit in der CFK allerdings nach 1968 wieder eingestellt, als die CFK die Niederschlagung des Prager Frühlings durch den Warschauer Pakt unterstützte. Auch als Bundesvorsitzender des Internationalen Versöhnungsbundes und als Vereinspräsident der Zentralstelle für Schutz und Recht der Kriegsdienstverweigerer engagierte er sich. In enger Gemeinschaft mit Martin Niemöller und anderen Vertretern der bundesdeutschen Friedensbewegung wurde Kloppenburg Vorsitzender der Arbeitsgemeinschaft deutscher Friedensverbände. Aus dieser Arbeitsgemeinschaft ging 1956 die Zentralstelle KDV hervor, deren Vorsitzender er  von 1959 bis 1971 war. In dieser Zeit war Kloppenburg ein Mitherausgeber der Zeitschrift atomzeitalter.
Kloppenburg trat nach 1945 der SPD bei. In späteren Jahren wurde er auch Mitglied des Kuratoriums der Friedrich-Ebert-Stiftung. Er lebte in Bremen, wo er auch starb. Teile seines schriftlichen Nachlasses werden im Archiv der sozialen Demokratie aufbewahrt.

## Ehrungen
- 5. Juni 1957: Ehrendoktor des Eden Theological Seminary in Webster Groves (USA)
- 4. Juni 1963: Theologischer Ehrendoktor der Comenius-Fakultät in Prag
- 1965: Wladimir-Orden der Russisch-Orthodoxen Kirche
- 10. Mai 1983: Großes Verdienstkreuz des Verdienstordens der Bundesrepublik Deutschland zum 80. Geburtstag

## Veröffentlichungen (Auswahl)
Die Veröffentlichungen erfolgten auch unter dem Autorennamen Heinz Kloppenburg.

### Monografien
- Martin Niemöller. Festschrift zum 90. Geburtstag. Pahl-Rugenstein Verlag, Köln 1982, ISBN 978-3-760-90673-7.
- Ist unsere deutsche Gewissensnot schon überwunden? Gesellschaft für Christlich-jüdische Zusammenarbeit e.V., Hamburg 1959.
- Der Aufstand der Gewissen gegen die Atombombe. Verlag Wissen und Verantwortung, Göttingen 1959.
- Zusammen mit Ernst Wolf u. Helmut Simon: Christusbekenntnis im Atomzeitalter? (=Theologische Existenz heute, Neue Folge Nr. 70). Christian Kaiser Verlag, München 1959.
- Indienfahrt eines Wandervogels. Bremen – Kalkutta. Treue Verlag, Wülfingerode-Sollstedt 1926.

### Übersetzungen
- Jack Mendelsohn: Die hungern und dürsten nach der Gerechtigkeit. Rassenkampf und Bürgerrechtsbewegg in vierzehn Schicksalen . Mit einem Vorwort von Günter Jacob. Aus dem amerikanischen Englisch übersetzt. Evangelische Verlagsanstalt, Berlin 1969.
- Edwin Hanton Robertson: Christen gegen Hitler. Aus dem Englischen übersetzt, überarbeitet u. mit Ergänzungen versehen. Gütersloher Verlagshaus, Gütersloh 1964.
- Daniel Thambyrajah Niles: Feuer auf Erden. Aus dem Englischen übersetzt. Evangelischer Missionsverlag, Stuttgart 1962.
- Daniel Thambyrajah Niles: Die Botschaft für die Welt. Aus dem Englischen übersetzt. Kaiser Verlag, München 1960.

### Predigten
- Predigt über 2. Korinther 6, 1-10, geh. am Sonntag Invokavit, d. 14. Februar 1937, in d. Kirche zu Rüstringen-Heppens. Barmen-Gemarke : Presbyterium d. evang.-ref. Gemeinde, 1937
- Predigt über Hebräer 10, 19-25, geh. am 2. Adventssonntag, den 10. Dezember 1936 in d. evang.-luth. Kirche zu Rüstringen-Heppens. Barmen-Gemarke : Presbyterium d. evang.-ref. Gemeinde, [1937]
- Predigt über Hebräer 10, 19-25, geh. am 2. Adventssonntag, d. 6. Dezember 1936 in d. evang.-luth. Kirche zu Rüstringen-Heppens. Köhler, Wuppertal-Elberfeld 1936.